# Белорусский штаб партизанского движения
Белорусский штаб партизанского движения (БШПД) — республиканский орган военного руководства советским партизанским движением на территории Белорусской ССР в годы Великой Отечественной войны. Создан по Постановлению Государственного комитета обороны СССР № ГОКО-2285сс от 9 сентября 1942 года.

## Структура
Вначале штаб состоял из командования, 6 отделов и 3 отделений (83 чел.), а также системы отдельных частей и учреждений, входивших в него, в т.л. административно-хозяйственной части, передвижного радиоузла, школы подготовки партизанских кадров и других подразделений (общее количество 494 чел., в т.л. переменный состав партизанской школы). В 1944 году штаб состоял из командования, 10 отделов (оперативный, разведывательный, информационный, связи, кадров, шифровальный, материально-технического обеспечения, финансовый, секретный, инженерно-технический), санитарной службы, административно-хозяйственные части, комендантского взвода (общая численность 278 чел.) и непосредственно подчиненных ему частей учреждений, в т.л. стационарного и передвижного узлов связи, учебно-резервного пункта, экспедиционно-транспортной базы, 119-го отдельного авиаотряда с аэродромной командой и др. (общее количество 471 чел.).
Кроме основного штаба, Государственный комитет обороны СССР создавал промежуточные (вспомогательные) органы управления — представительства и оперативные группы БШПД при военных советах фронтов. Они приближали руководство БШПД до районов боевых действий партизан, обеспечивали управление партизанскими соединениями и отрядами, которые базировались в полосе наступления этих фронтов, согласовывали боевые задачи партизан с действиями регулярных частей и соединений Рабоче-крестьянской Красной Армии.

## Деятельность
В начале сентября 1942 года на территории Белорусской ССР действовало 305 партизанских отрядов, в которые входили 32 939 партизан, а также 8237 человек скрытого резерва. Непрерывно росло и число партизанских бригад, которых было уже более пятидесяти. Партизанскому движению такого размаха требовался единый руководящий центр, и вопрос о его создании часто ставился на заседаниях бюро ЦК КП(б)Б.
БШПД сформирован в полосе 4-й ударной армии Калининского фронта. Начал функционировать 2 октября 1942 года. Сначала располагался в деревнях Шейно и Тимохино Торопецкого района, позже — в деревне Хворостьево
Калининской области, с ноября 1942 года — в Москве.
В своей деятельности руководствовался директивными документами ЦК ВКП(б), Государственного комитета обороны СССР и других высших органов государственного и военного управления. Работал под непосредственным руководством Центрального штаба партизанского движения и ЦК КП(б)б. Обеспечивал централизованное руководство отрядами, бригадами и территориальными партизанскими соединениями Белорусской ССР. Разрабатывал и проводил в жизнь мероприятия по развитию партизанской борьбы, совершенствовал организационную структуру партизанских формирований, планировал и организовывал основные операции партизан, контролировал боевые действия бригад и отрядов, изучал, сформулировал и распространял их боевой опыт. БШПД решал вопросы снабжения партизан вооружением, боеприпасами, связью, размещал заявки на их промышленное производство, организовывал авиаперевозки военных грузов, личного состава в тыл и эвакуацию раненых партизан, вел подготовку и учёт партизанских кадров.
Под руководством БШПД боевые действия партизан носили плановый характер. За весь период своей деятельности БШПД объединял 33 территориальных соединения партизан, из них 8 областных — Гомельское, Полесское, Пинское, Могилевское, Барановичское, Брестское, Вилейское, Белостокское. В Минской области было три соединения, в Барановичской — два. В Витебской области непосредственно руководство бригадами и отрядами осуществлял БШПД и Витебский подпольный обком партии.
Важное место в работе штаба занимала разведка тыла противника, он руководил сбором информации, обрабатывал её и рассылал заинтересованным штабом действующих армий, государственным и партийным органам. В разное время БШПД имел на 1-м Прибалтийском, Западном, Брянском, Белорусском фронтах свои представительства, на Калининском, 1-м, 2-м, 3-м Белорусских фронтах и в 61-й армии — оперативные группы.
С мая 1943 года до января 1944 года — БШПД располагался в рабочем посёлке Сходня около Москвы, с февраля 1944 года — в в. Ченки Гомельского района, с июля 1944 года — в д. Лошица около Минска.
Расформирован 14 ноября 1944 года в связи с освобождением территории Белорусской ССР.
В 1969 году в поселке Чёнки Гомельского района уставлен памятник в честь героев партизан и размещении здесь БШПД.

## Начальники штабов
- С октябрь 1942 по октябрь 1944 года — второй секретарь ЦК КП(б)Б Пётр Захарович Калинин,
- с октября по ноябрь 1944 года — полковник Анатолий Александрович Прохоров.